# Regine Gisland

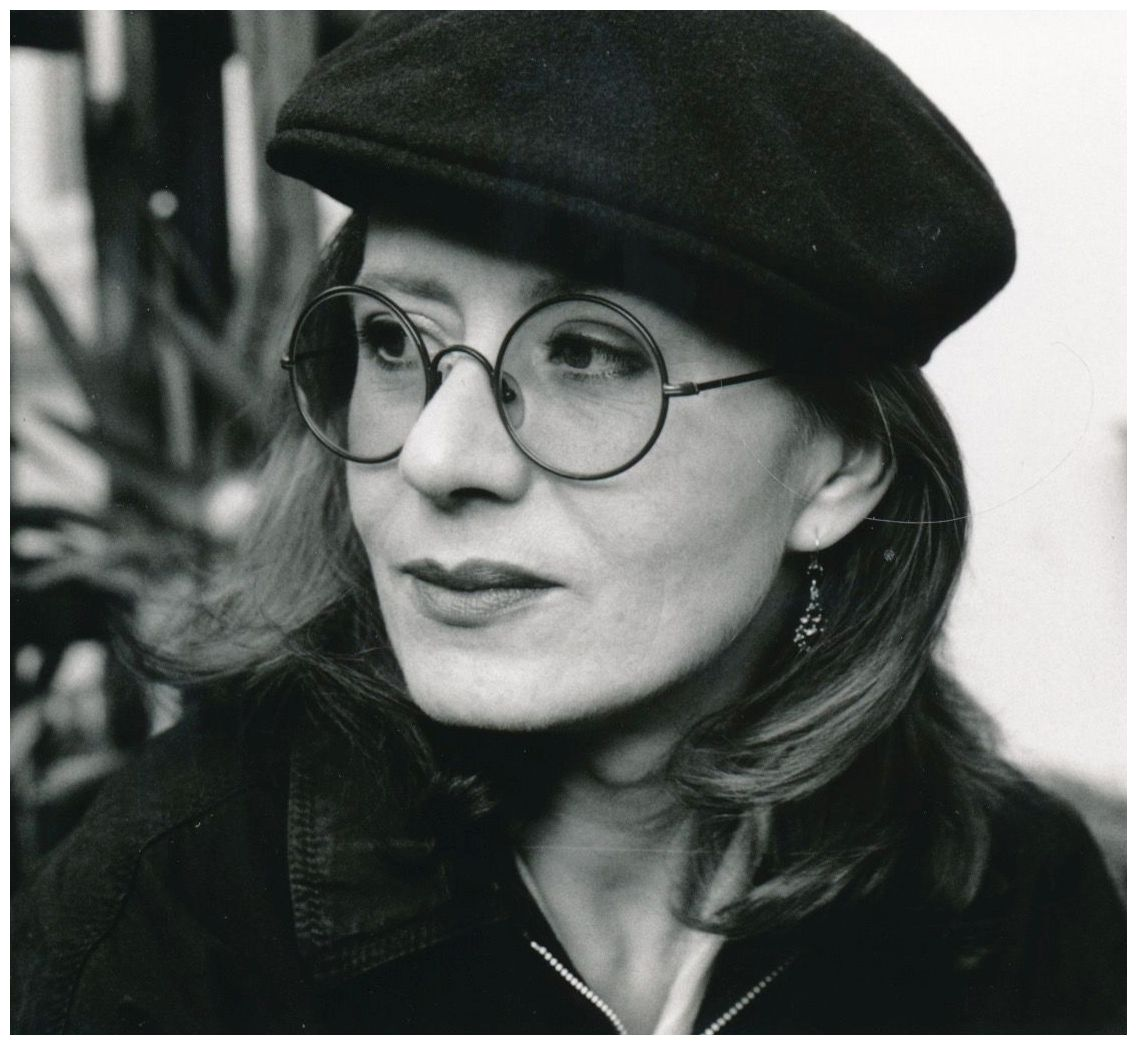
Regine Gisland, Porträt 1991

Signierung im Buch Küsse. Blaue Lieder.
„Siebzig numerierte Exemplare dieser Ausgabe wurden von Regine Gisland geküsst und signiert.“

Regine Gisland (Pseudonym; Ehename Regine Krüger; * 31. Juli 1944 in Weichseltal/Westpreußen; † 30. Januar 2004 in Dortmund) war eine deutsche Schriftstellerin, die Gedichte, Erzählungen, Filmdrehbücher und Theatertexte verfasste.

## Leben und Werk
Regine Gisland wuchs in der DDR auf, bis die Familie 1956 in die BRD übersiedelte. Sie lebte in neun verschiedenen Städten und übte dreizehn Berufe aus, darunter als Postangestellte, Verkäuferin, Chefsekretärin, Dramaturgin und Schauspielerin. Sie lebte als Autorin, Sprecherin und Schauspielerin in Dortmund. Im Jahresregister 1985 von Theater heute wird Regine Gisland zudem in der Rubrik „Regisseure, Intendanten und Dramaturgen“ aufgeführt.
Gisland war Mitglied im Verband Deutscher Schriftsteller und in der Else-Lasker-Schüler-Gesellschaft.

## Veröffentlichungen
- Zirkus mit Frauen. Schauspiel, Uraufführung im Westfälischen Landestheater 1984.
- Alles, was du hast, ist deine Geschichte. Schauspiel. Dortmund 1990.
- Küsse. Blaue Lieder. Gedichte. vor satz, Dortmund 1991, ISBN 3-9802607-0-4.
- Der Preis des Geldes ist zu hoch. Porträts. vor satz, Dortmund 1991.
- Mein Herz – niemandem. Abend für eine Schauspielerin. In: Michael Schmid-Ospach (Hrsg.): Mein Herz Niemandem. Ein Else-Lasker-Schüler-Almanach. Peter Hammer, Wuppertal 1993, ISBN 3-87294-545-9, S. 41–67.